# Alfred Thompson Bricher
Alfred Thompson Bricher (Portsmouth (Nuevo Hampshire), 10 de abril de 1837-Staten Island, Nueva York, 30 de septiembre de 1908) fue un pintor perteneciente a las escuelas de las Montañas Blancas y del río Hudson.

## Vida y trabajo
Nació en Portsmouth (Nuevo Hampshire). Fue educado en una academia en Newburyport, Massachusetts. Empezó su carrera como hombre de negocios en Boston. Cuando no trabajaba, estudiaba pintura en el instituto Lowell de esa ciudad. También estudió con Albert Bierstadt y William Morris Hunt, entre otros. Consiguió una notable habilidad en los paisajes al aire libre y después de 1858 se dedicó exclusivamente a la pintura, abriendo un estudio en Boston. Se mudó a Nueva York en 1868 y en la Academia Nacional de Dibujo de Estados Unidos expuso su obra Mill-Stream at Newburyport (Molino de agua en Newburyport, en español). Poco tiempo más tarde, comenzó a usar acuarela en lugar de pintura al óleo. En la década de 1870, él principalmente pintaba Marinas (paisajes del mar y de la costa). Normalmente pasaba los veranos en la Isla Grand Manan, Nuevo Brunswick, Canadá, donde pintó su famosa obra Morning at Grand Manan (Mañana en Grand Manan, en español), 1878.

## Escuela del río Hudson

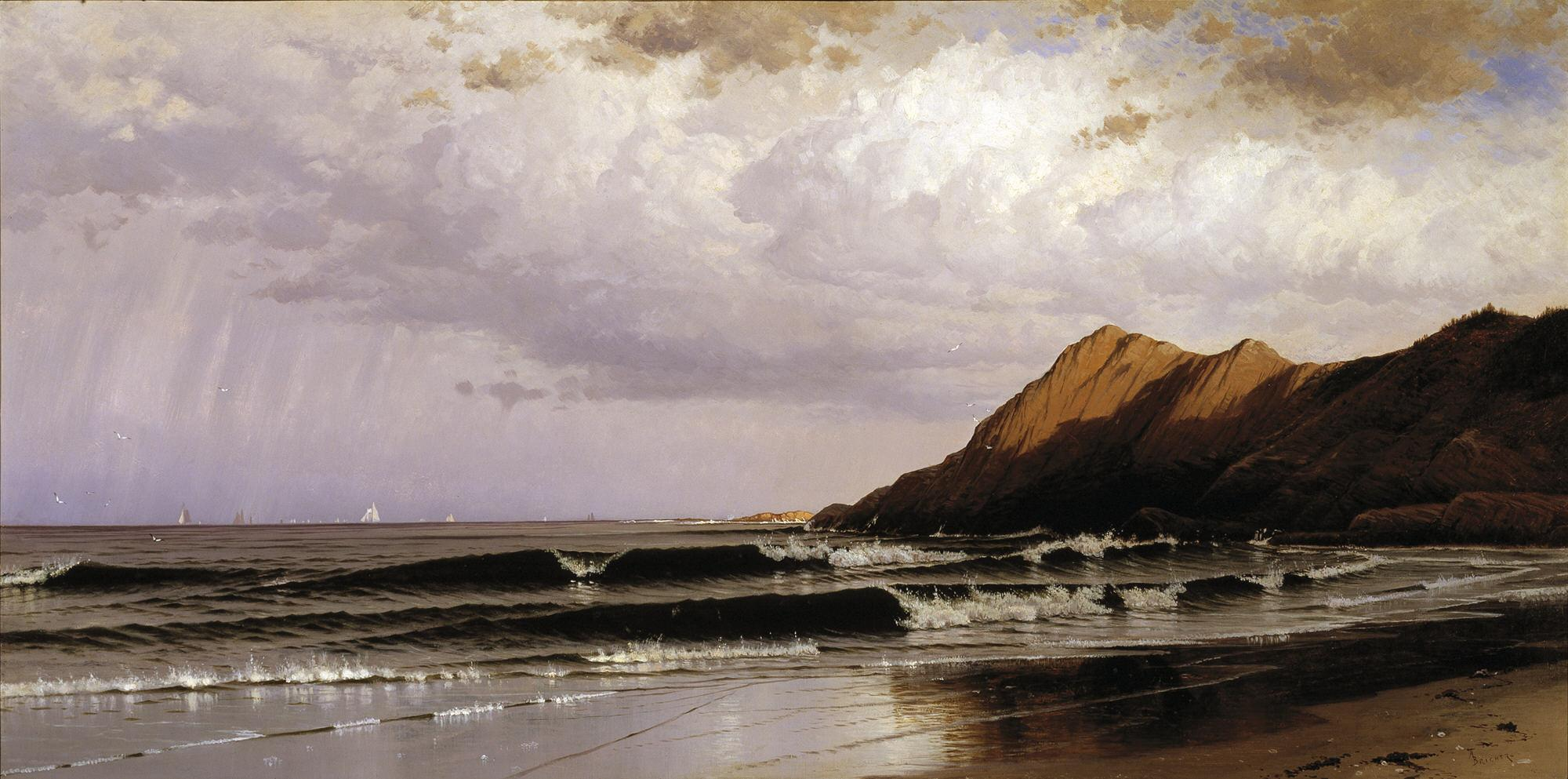
Time and Tide (Tiempo y marea, en español), 1873, Museo de Arte de Dallas

Bricher fue uno de los últimos pintores de la famosa escuela del río Hudson. Al final de su vida, empezó a pintar sus paisajes al estilo luminismo americano, llegando a ser unos de los primeros artistas en dicho movimiento, y al tiempo que su estilo de pintar se desvanecía, también lo hacía su fama.

## Redescubrimiento

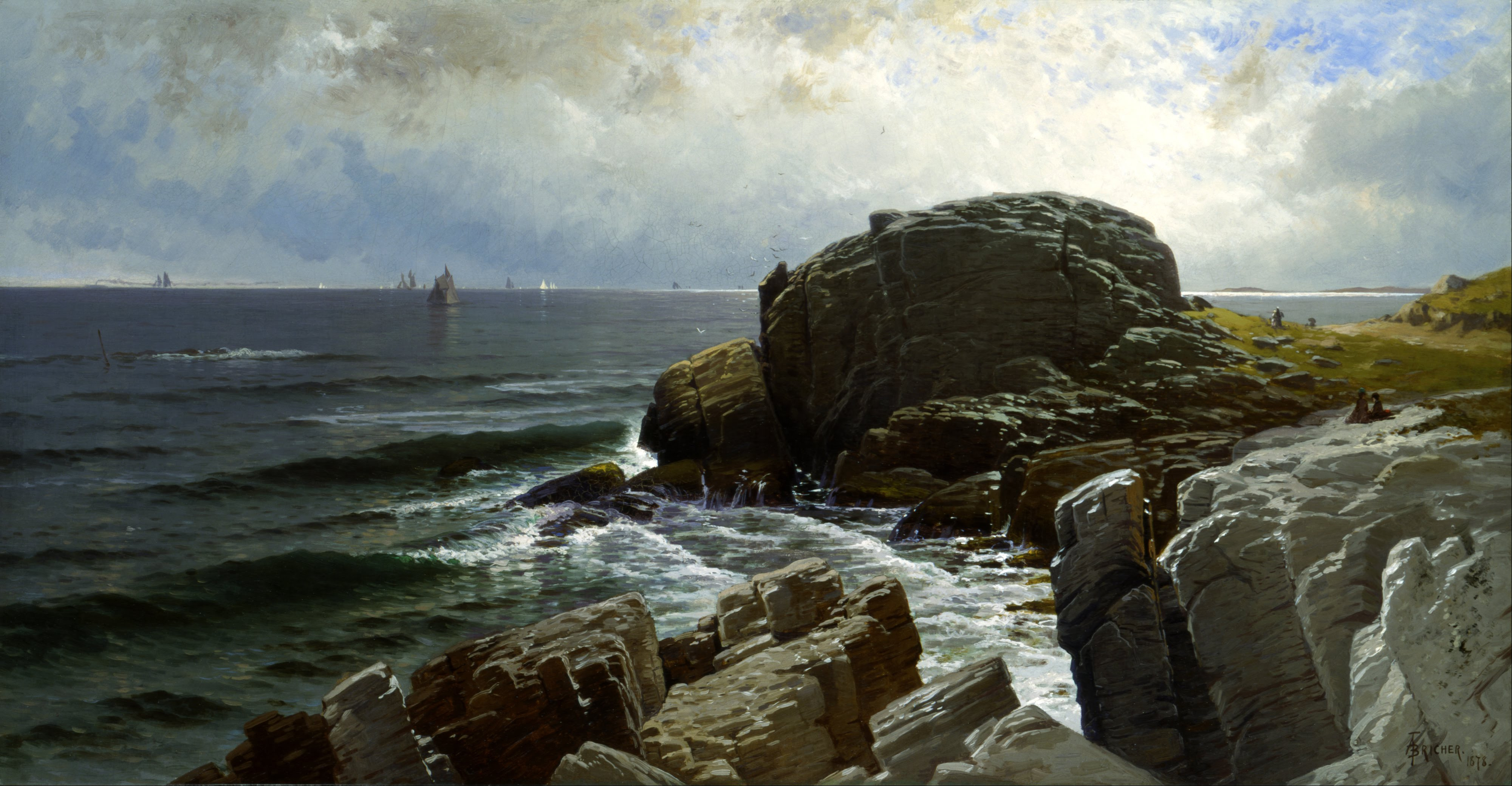
Castle Rock, Marblehead (1878), Museo Smithsoniano de Arte Americano

Con el tiempo, el arte de Bricher ha estado más acreditado, y en la década de 1980 se le consideró unos de los pintores marítimos del siglo XIX más importantes. Como autodidacta en el luminismo exploró los efectos de la luz y cómo se reflejaba, refractaba y absorvía en los paisajes de tierra y de mar.

## Últimos años

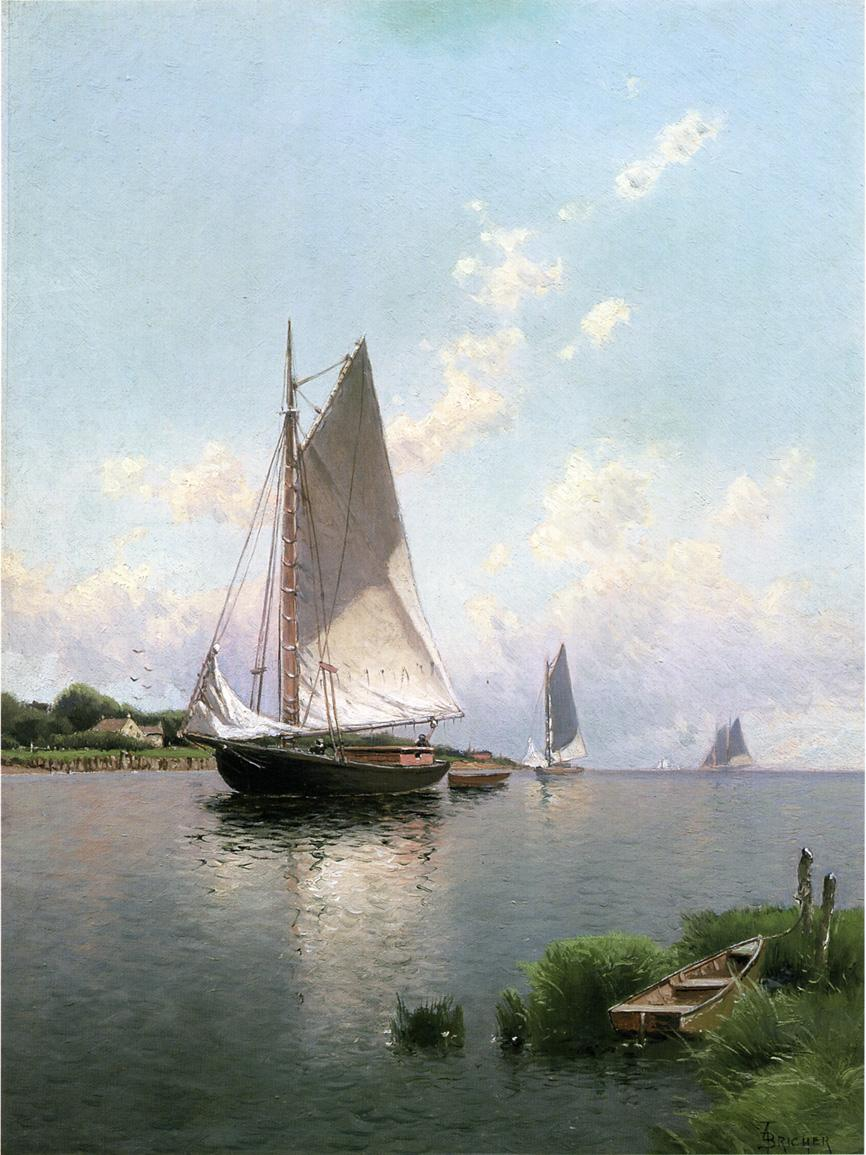
Blue Point, Long Island, 1888

Como amante de la vida marítima y el mar, él compró una casa en la década de 1890 en Staten Island, desde donde podía observar el océano Atlántico y la bahía Raritan. Vivió y pintó allí hasta su muerte, a la edad de 71 años.